# 水手纹身

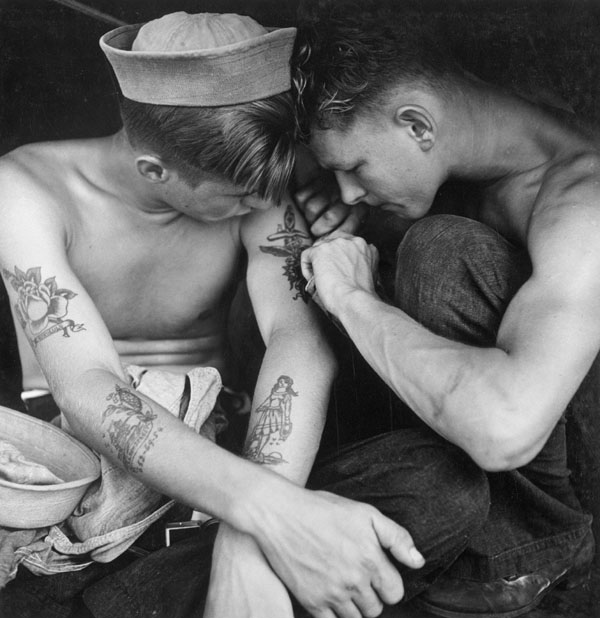
新泽西号航空母舰上，1944 年

水手纹身是水手之间的纹身传统，是具有象征意义的刺青。水手开始纹身至少可以追溯到 16 世纪欧洲水手的历史，以及自殖民时代以来美国水手的历史。参与这些传统纹身的人也包括各国海军的军人、捕鲸和捕鱼船队的海员以及商船和研究船上的民事海员。水手纹身也是一种迷信，它充当了护身符、重要经历的记录、身份的标记和自我表达的方式。
几个世纪以来，水手们去纹身的时间大多发生在海上停工期间，用针和用烟灰和火药等简单颜料制成的纹身墨水手工涂抹。这些纹身艺术家非正式地创作了一种图形词汇，包括美人鱼和船舶等航海图像。
从 1870 年代开始，一些前水手开始在美国和英国的港口城市开设专业纹身店。19 世纪 90 年代电动纹身机发明后，这种趋势愈演愈烈。
在美国，这些水手出身的纹身师培养了一代专业纹身艺术家，他们通过将水手传统与从日本纹身艺术家那里学到的风格和技巧相结合，发展出了美国传统（“老派”）纹身风格。“水手纹身”可以指这种纹身风格，这种风格从 20 世纪 50 年代开始受到更广泛的受众的欢迎。
有记录表明，在美国独立战争、内战和第二次世界大战期间，美国海军水手身上有大量纹身。许多海军服役人员仍继续保持着这一传统。

## 历史

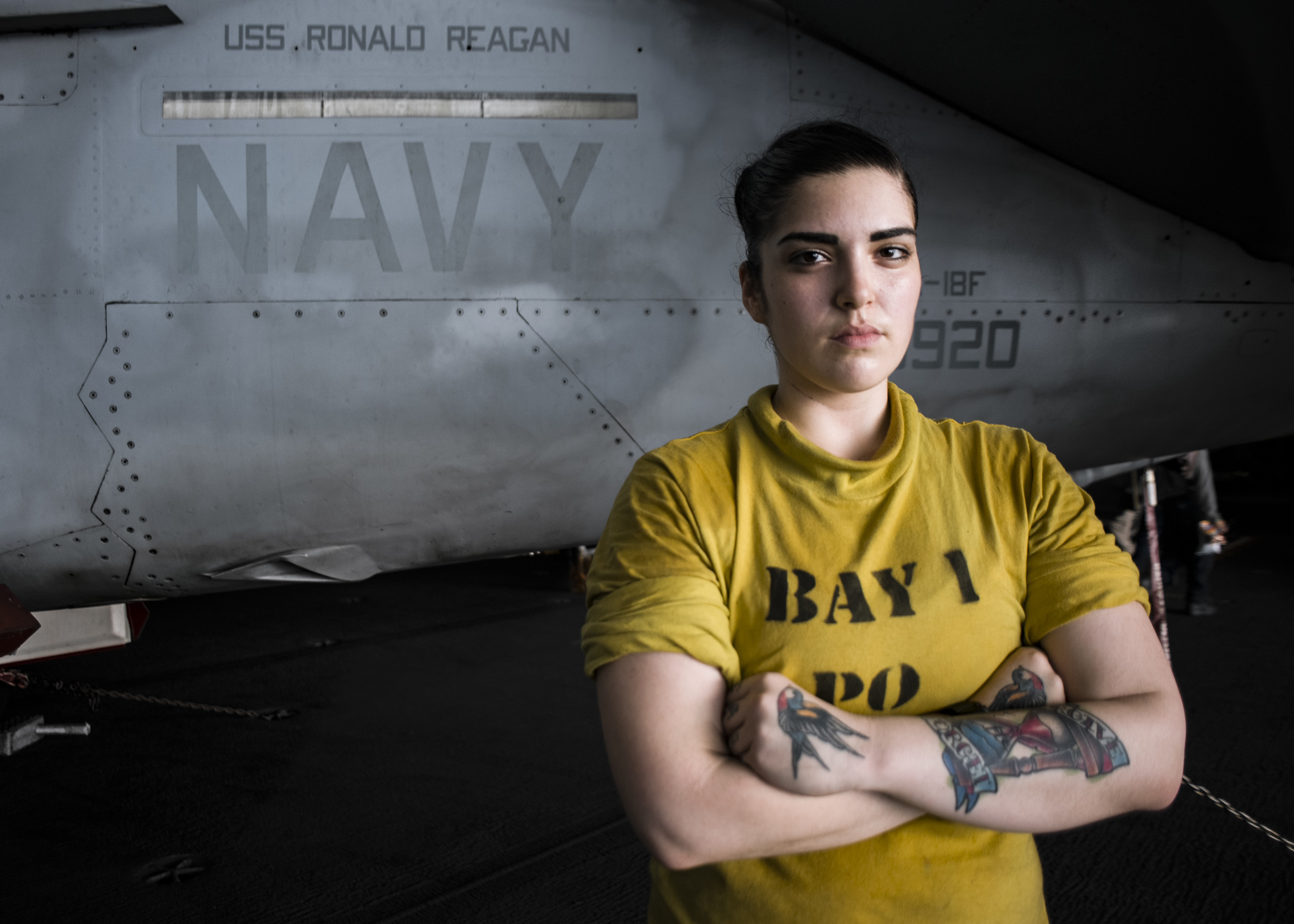
关于罗纳德·里根号航空母舰，2016

另请参阅：纹身的历史

### 起源
欧洲水手的纹身在很大程度上可以追溯到欧洲本土的纹身传统，它是大航海时代文化交流的产物。虽然来自波利尼西亚语词根“tatau”的“ 纹身 ”一词直到 18 世纪末才进入英语和其他欧洲语言，但欧洲水手至少从 16 世纪起就开始练习纹身了。
我们认为“纹身是半野蛮民族所特有的”想法是错误的。我们看到文明的欧洲人也在实践这种做法。自远古以来，地中海的水手、加泰罗尼亚人、法国人、意大利人和马耳他人就知道这种习俗，以及在皮肤上绘制不可磨灭的耶稣受难像、麦多纳斯等图案的方法。或者在上面写上自己和情妇的名字。 

—    查尔斯·皮埃尔·弗勒里厄，《环游世界》 (1798)
水手们形成“可识别的纹身传统”或许是他们“通过独特的服饰和配饰来选择社会自我界限”的延伸。水手们对自己的职业感到自豪，“希望人们知道他出海了”。纹身也很实用：它们有助于识别溺水水手的尸体。

### 18世纪
大约 1700 年至 1750 年左右，英国和美国水手使用墨水或火药刺破皮肤，将粉末擦入伤口，从而制作纹身。例如，在 1720 年代至 1730 年代的弗吉尼亚州和马里兰州，报纸上多次提到水手手臂上有用火药制成的蓝色标记，包括姓名首字母和十字架。到了 1740 年，人们可以通过他们独特的服饰和纹身一眼认出水手。
有一个流传已久的神话，认为欧洲水手的纹身起源于詹姆斯·库克船长的船员，他们于 1769 年在塔希提岛接受了纹身，但库克只将纹身这个词带给了欧洲人，并没有将纹身这种习俗本身带入欧洲。海事历史学家艾拉·戴 (Ira Dye) 写道：“在库克航行时期，美国、欧洲的海员们纹身是一种普遍而成熟的习俗。”
学者们争论的点在于，是库克航行的本身增加了纹身在水手中的流行度，还是同一时期印刷文化和基于监视的记录保存的兴起使得纹身在历史记录中更加明显。 
美国独立战争后，美国水手的纹身被列入他们的保护文件中，这是一种为防止进入英国皇家海军而颁发的身份证明。
美国海军历史和遗产司令部表示，“到 18 世纪末，大约三分之一的英国水手和五分之一的美国水手都至少有一处纹身。”

### 19世纪
到 19 世纪初，水手纹身的图案已经基本固定下来，锚、船和其他航海符号是美国海员身上最常见的纹身，其次是国旗、鹰和星星等爱国符号；还有与爱情有关的的象征符号；以及宗教符号。

水手们经常会带着装有针和墨水的工具箱上船，在海上互相纹身。 1843 年至 1844 年在美国海军服役的赫尔曼·梅尔维尔 (Herman Melville)回忆道：
我的船友中，其他人擅长纹身，或者说刺青，这是军舰上的叫法。这些刺青师中，有两位早就以自己的方式被誉为纹身大师。他们每个人都有一个装满工具和颜料的小盒子；他们收取的服务费很高，据说航行结束时他们已经赚了四百多美元。他们会在你身上刺上一棵棕榈树、一个锚、一个十字架、一位女士、一头狮子、一只鹰，或者任何你想要的东西。 

— 《白夹克；战舰中的世界》（1850）
一名美国内战期间在美国海军莫尼特号上服役的水手在一封信中描述了他的“老水手”船员身上的纹身：
”我希望你能看到这些老水手的尸体：他们就像普通的图画书。他们全身都刺满了纹身。一个人的腿上缠着一条蛇，有些人身上有精美的州徽、美国国旗，大多数人身上的某个部位都有耶稣受难像。” 

— 乔治·吉尔，1862 年 5 月 24 日

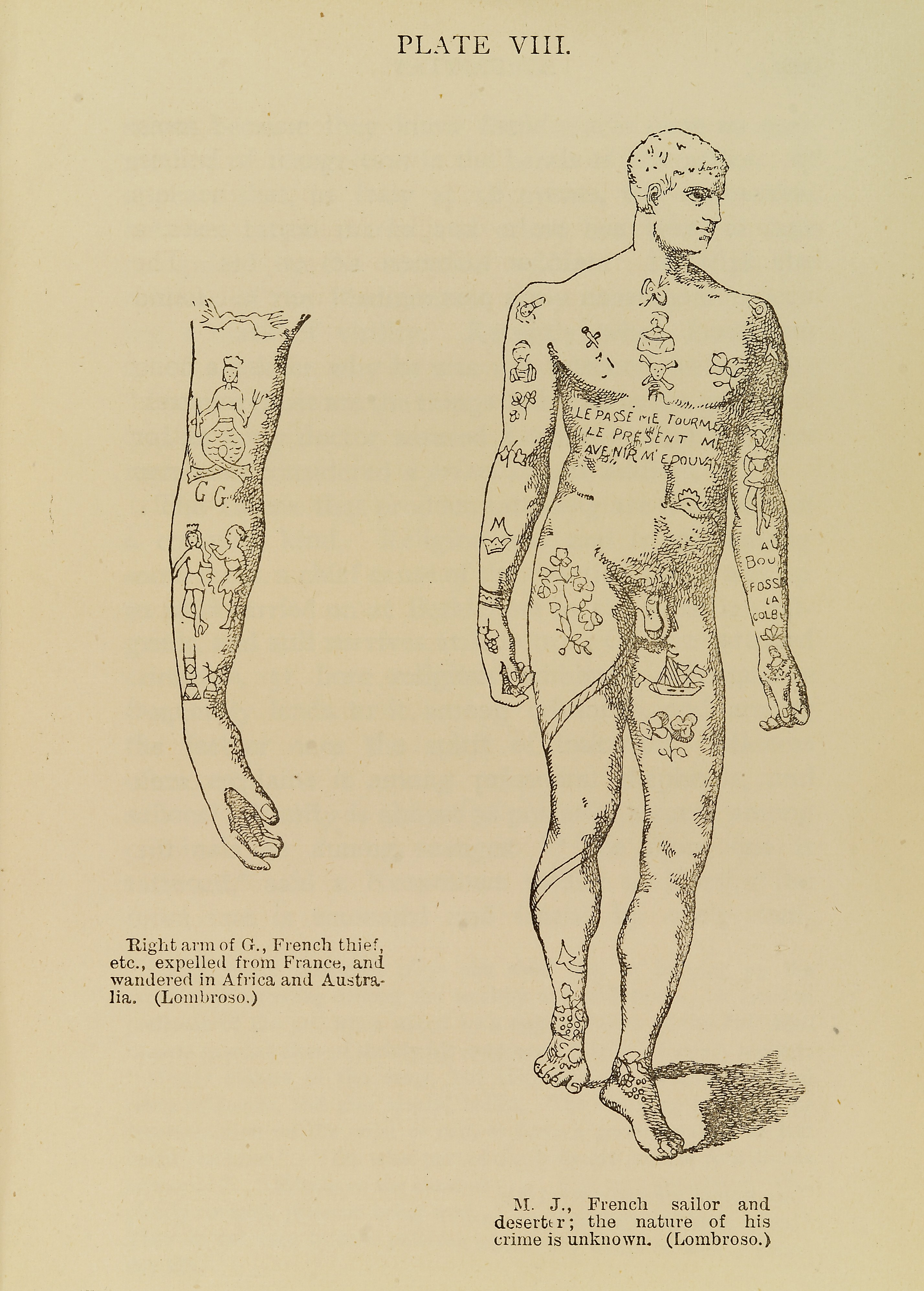
亨利·哈夫洛克·埃利斯的《罪犯》中的“法国水手和逃兵”（右），1890 年；最初印刷于《犯罪之人：地图集》，作者：切萨雷·龙勃罗梭，1888 年。这可能是一张合成图像，并未描绘特定的个人。

1884 年至 1889 年，亚当斯号航空母舰的人员记录显示，17.5% 的船员有纹身。船上不同职业群体的纹身也各不相同，实际在船上航行的男性中 28.9% 有纹身，而提供特殊服务的男性（如药剂师和木匠）只有 4% 有纹身。

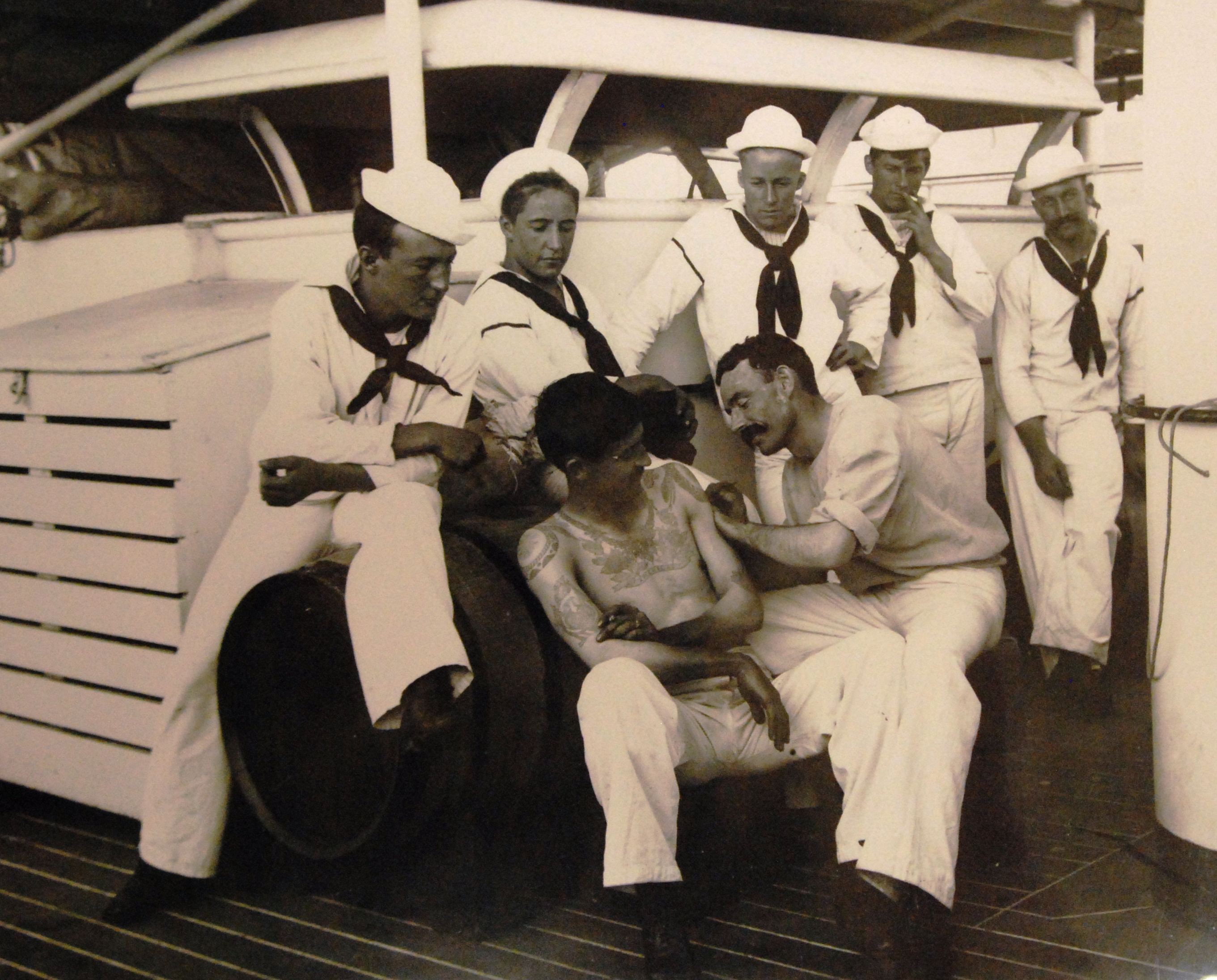
奥林匹亚号航空母舰上的手工纹身，约 1899 年

尽管法国和意大利的犯罪学家将纹身与犯罪联系起来，但在英国，“纹身“已经非常正常化，几乎没有引起官方或学术界的关注。
到了 19 世纪末，纹身在英国皇家海军军官和士兵中也很常见，而法国和意大利军官的纹身则不那么常见了。美国海军军官也有纹身，通常是在西太平洋服役时纹的。
19世纪末，水手们的纹身开始从船上的消遣转向港口城市的专业纹身店。19 世纪 70 年代初，马丁·希尔德布兰特（Martin Hildebrandt）从美国海军的一名水手那里学会了纹身，他在美国开设了第一家纹身店。 1890 年代电动纹身机的发展使纹身变得更快、更精确。为了满足对纹身日益增长的需求，纹身艺术家开始买卖预先绘制好的设计图（闪光纹身），特别是带有黑色轮廓和有限颜色的简单设计图，以便快速完成工作。

### 20世纪
20世纪初
从 1900 年至 1908 年的记录来看，在 3500 多名通过独立号航空母舰的水手中，23％首次入伍的美国海军水手身上就有纹身，估计 60％的“老兵”（服役超过十年的水手）身上至少有一处纹身。按照流行程度排列，常见的图像有：徽章、旗帜、锚、鹰和鸟、星星、女性人物、船只、紧握的双手、匕首、十字架、手镯和心形。比较记录显示，水手纹身的比率比海军陆战队或士兵更高。
1908 年，人类学家 AT Sinclair 对“数百名”水手进行了研究，报告称 90% 的美国军人和深海水手都有纹身，商船海军和沿海贸易船上的水手纹身比例略小，而新英格兰渔民只有10％。 Sinclair报告称90％的“斯堪的纳维亚（瑞典、挪威和丹麦）的深海水手”都有纹身，而“其他斯堪的纳维亚人从不这样做”。

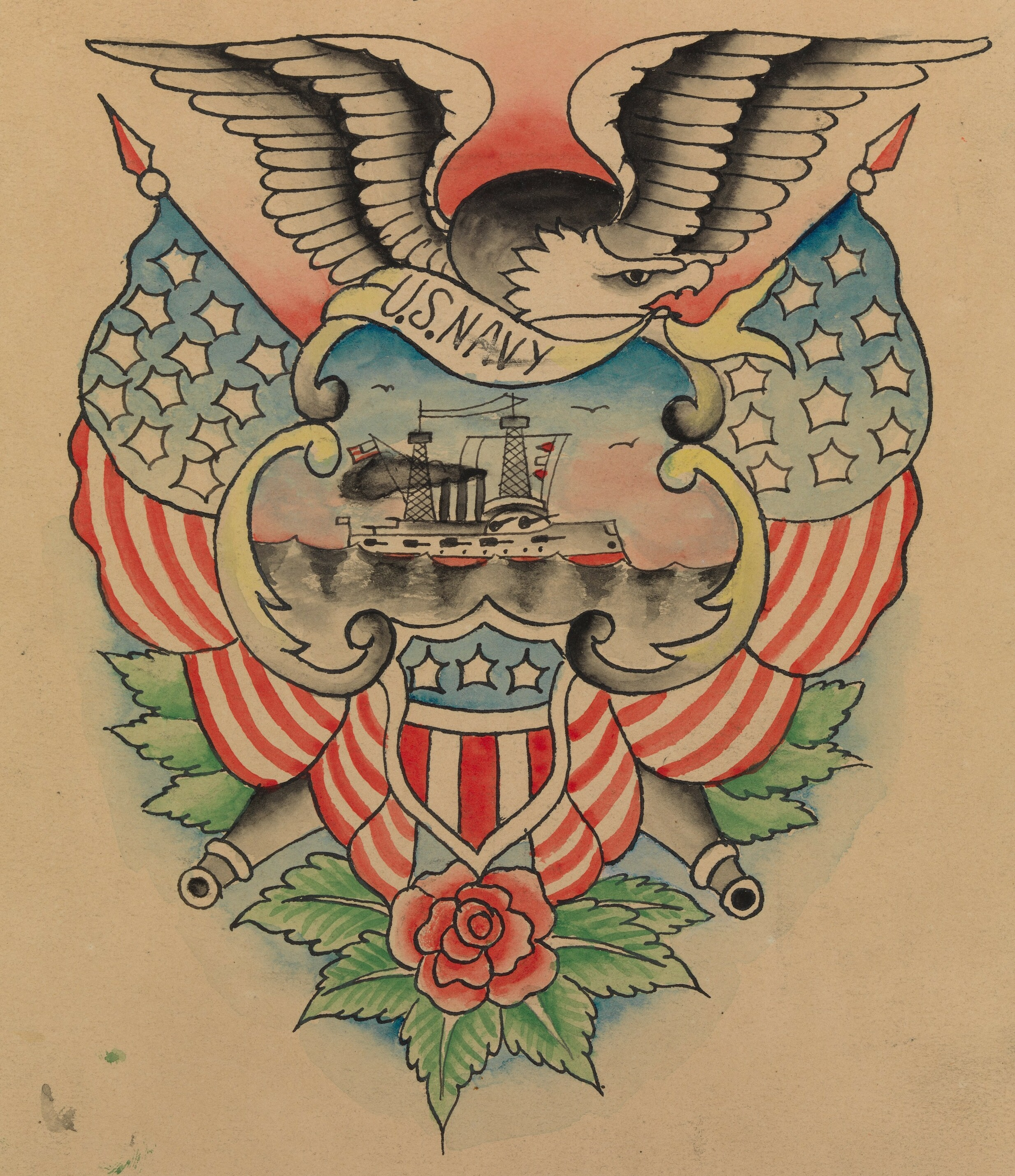
约 1900 年至 1945 年的闪光纹身示例

一些水手和军人成为专业的纹身艺术家。阿蒙德·迪策尔在 1905-1906 年左右在挪威商船上当水手时学会了纹身。他于1913年或1914年在美国开了一家纹身店，成为了一名有影响力的纹身艺术家，为许多水手和士兵做过纹身。 本·科迪曾在帆船和作皇家海军陆战队工作过，于 1912 年成为美国公民，并担任纹身艺术家和闪光设计师。20 世纪初，英国有著名的纹身艺术家，包括乔治·伯切特 (George Burchett)、萨瑟兰·麦克唐纳 (Sutherland Macdonald ) 和汤姆·莱利(纹身师) (Tom Riley)，他们都曾在皇家海军或英国陆军服役。 
到 1914 年，美国海军开始禁止有伤风化的纹身，因此，为了避免被取消服役资格，水手们有时会请纹身艺术家为他们纹上裸体女性的纹身。

#### 第二次世界大战
据估计，第二次世界大战期间，超过 65% 的美国海军水兵都有纹身。 1943年对夏威夷檀香山的一项研究发现，该市纹身店的顾客中有 65% 是海军士官，25% 是陆军士兵，剩下的 10% 是国防工人。所有的商店都使用电动纹身机。
第二次世界大战期间，水手们继续使用纹身来识别身份：社会安全号码或服役号码（美国武装部队）纹身的价格为 1.50 美元。

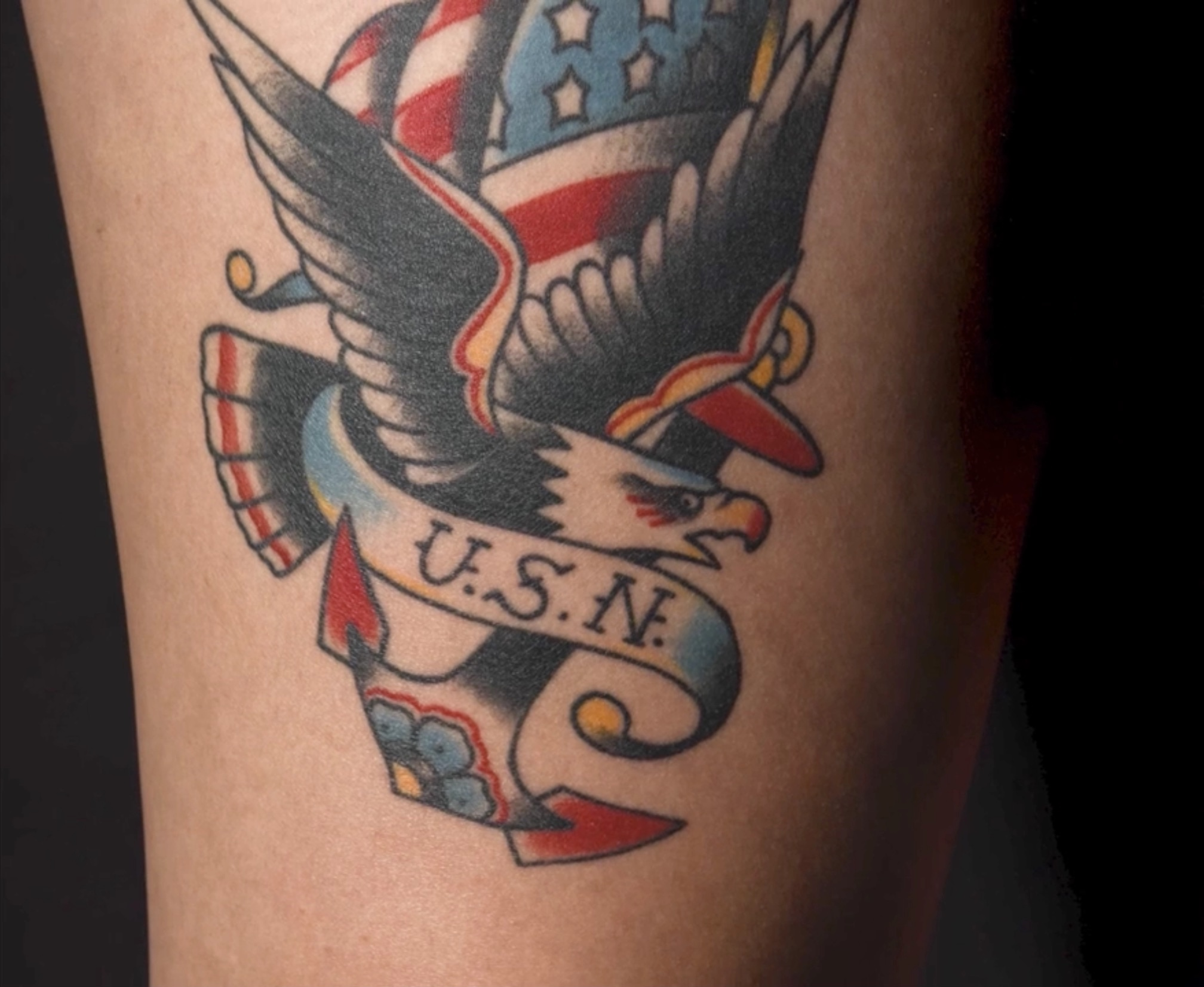
2019年水手身上的类似设计

#### 在非水手群体中越来越受欢迎
20 世纪 30 至 40 年代，一种特定风格的“老派”纹身在水手中流行起来，是以简单的黑线和色彩勾勒出传统符号和其他受航海启发的图案。在随后的几十年里，通过一些多产的纹身艺术家的作品，这种风格进一步流行起来，甚至非水手也能享受到。
这些艺术家，包括檀香山的诺曼·柯林斯（被称为水手杰瑞）和旧金山的莱尔·塔特尔。特别值得一提的是，柯林斯在日本艺术家的影响下重新创作了 20 世纪 20 至 30 年代的设计，创造出了在 20 世纪 50 至 60 年代吸引了更广泛受众的风格化图像。在那些年里，水手纹身也在加拿大向更广泛的受众传播。在港口城市和海军基地附近工作的纹身艺术家报告说，在 20 世纪 50 年代到 60 年代，虽然他们主要服务于水手，但也有其他顾客想要水手风格的纹身。

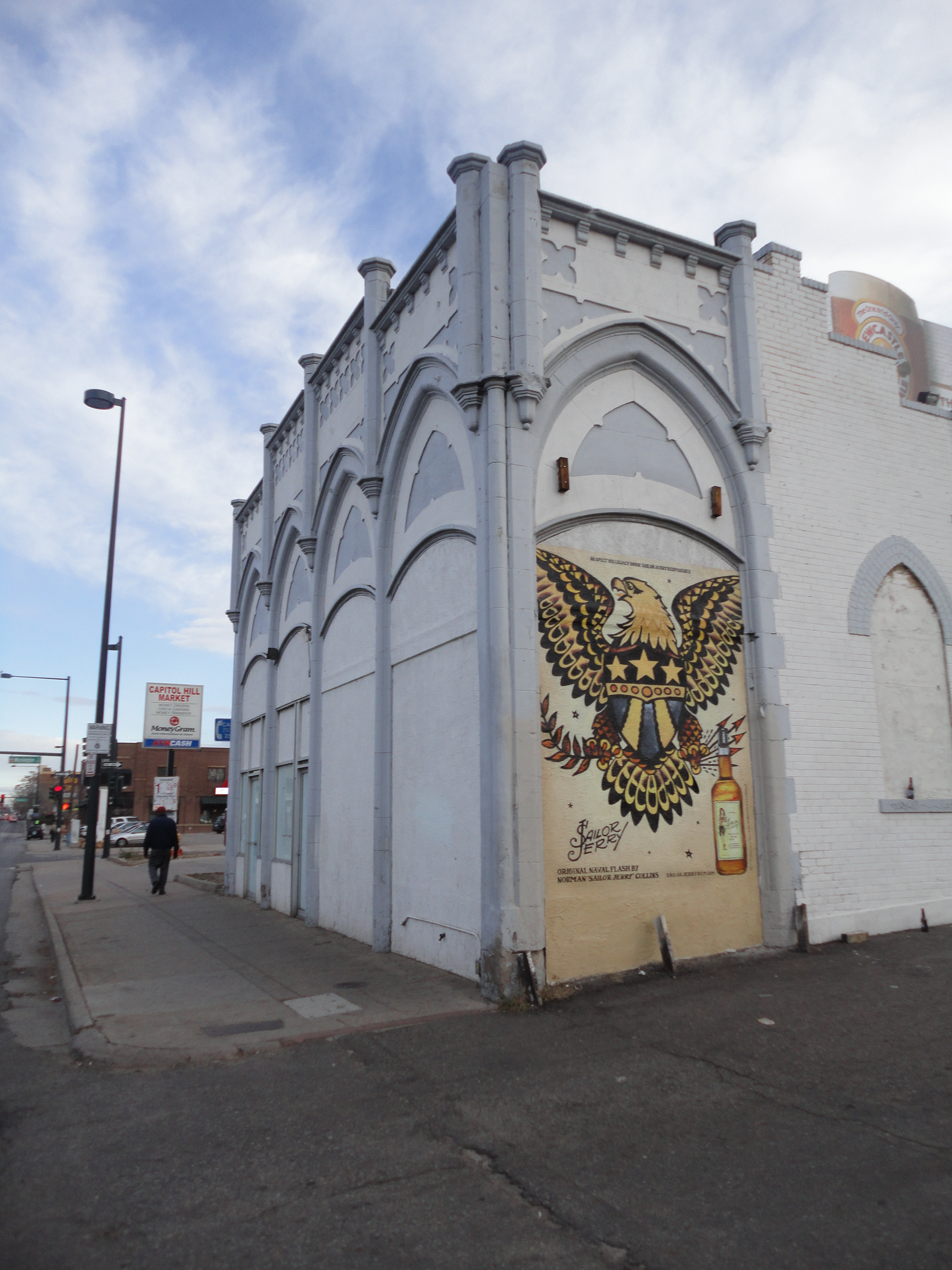
2010年Sailor Jerry品牌产品广告

到 20 世纪 90 年代初，水手和非水手对水手纹身的兴趣都已消退。1995 年，加利福尼亚州长滩的伯特·格林纹身工作室（位于长滩海军造船厂附近，原定于 1997 年关闭）的艺术家们谈到了顾客数量的下降：对将自己标记为海军“终身服役者”的传统纹身感兴趣的水手似乎越来越少，而且海军也不鼓励纹身。
尽管人们对“老派”风格的兴趣普遍下降，但它仍然在纹身艺术家中很受欢迎。在 20 世纪 90 年代和 21 世纪，唐·埃德·哈迪 (Don Ed Hardy) 等艺术家推动了这种风格复兴。哈迪师从纹身艺术家塞缪尔·斯图尔特 (Samuel Steward) ，斯图尔特师从阿蒙德·迪策尔 (Amund Dietzel) ，他的店里有一些迪特泽尔的设计。 1995年，哈迪出版了一本书《过去的闪光：经典的美国纹身设计 1890–1965》 ，支持公众对旧设计的新兴趣。 1995 年，哈迪出版了一本书，支持公众对老式设计重新产生兴趣，书名为《来自过去的闪光：1890-1965 年的经典美国纹身设计》。1999 年，哈迪、史蒂文·格拉斯和迈克尔·马龙创办了 Sailor Jerry Ltd.，将柯林斯的闪光设计用于 Sailor Jerry 朗姆酒等产品上。21 世纪初，哈迪开始将自己的纹身艺术授权用于一系列服装，随后许多其他产品也以他的品牌出售。这个主题商品使得这种纹身风格在公众中广受欢迎。

### 21世纪
军队

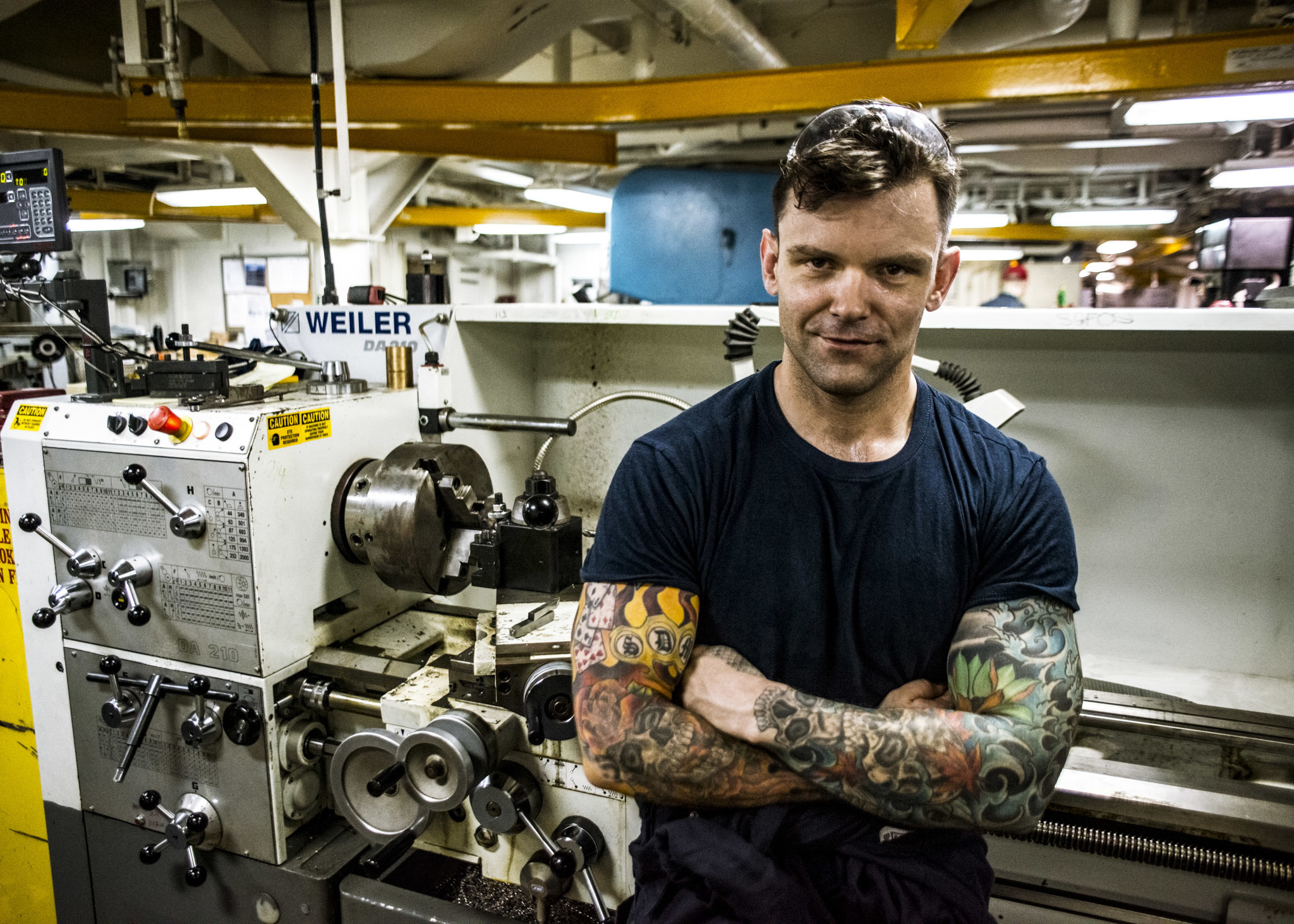
2016 年的机械修理工：“作为一名服役人员，我们会经历很多独特的经历，我们的故事有时会变得复杂。通过纹身，我们能够以悠久的传统记录这些经历。”

2016年，美国海军放宽了纹身政策，允许水手在膝盖以下、前臂和手上纹身，以及在颈部（包括耳后）纹身，纹身面积最大为 1 x 1 英寸。有明显纹身的水兵有资格在新兵训练营中招募兵员和训练新兵。美国海岸警卫队在 2016 年和 2019 年改变了政策，允许水兵在手臂和手部纹身，目的是支持招募工作。 2020年，美国海军考虑在基地开设纹身店，作为海军交流商店和服务的一部分。
2017 年，新西兰皇家海军首次批准一名现役水兵纹上毛利传统的 tā moko 纹身。此后，越来越多的海军水兵在纹身时纹上毛利风格的 tā moko 纹身。澳大利亚皇家海军的水手们已将象征性的纹身融入到他们的航海传统中。
总人口

在 2010 年代，“复古”水手风格纹身作为美国传统风格的一部分，依旧十分流行。伦敦的一位纹身艺术家说：“人们不想要他们父亲的纹身，他们想要他们爷爷的纹身”，指的是 20 世纪 40 年代至 50 年代的徽章和传统水手图案。关于现代人纹上旧闪光设计的新纹身的做法，其中许多都源自水手图案，艺术史学家马特·洛德写道：
在 1920 年，给水手纹上一艘大船的图案是理所当然的，甚至可以说是不可避免的；而给千禧一代的郊区居民纹上这样一艘船，就像皮埃尔·梅纳德，《堂吉诃德》的作者一样，“几乎丰富得多”；尽管形式上完全相同，但却受到了几个世纪以来所积累的文化共鸣的影响，而重复这样的行为只会增加这种共鸣。

## 传统设计

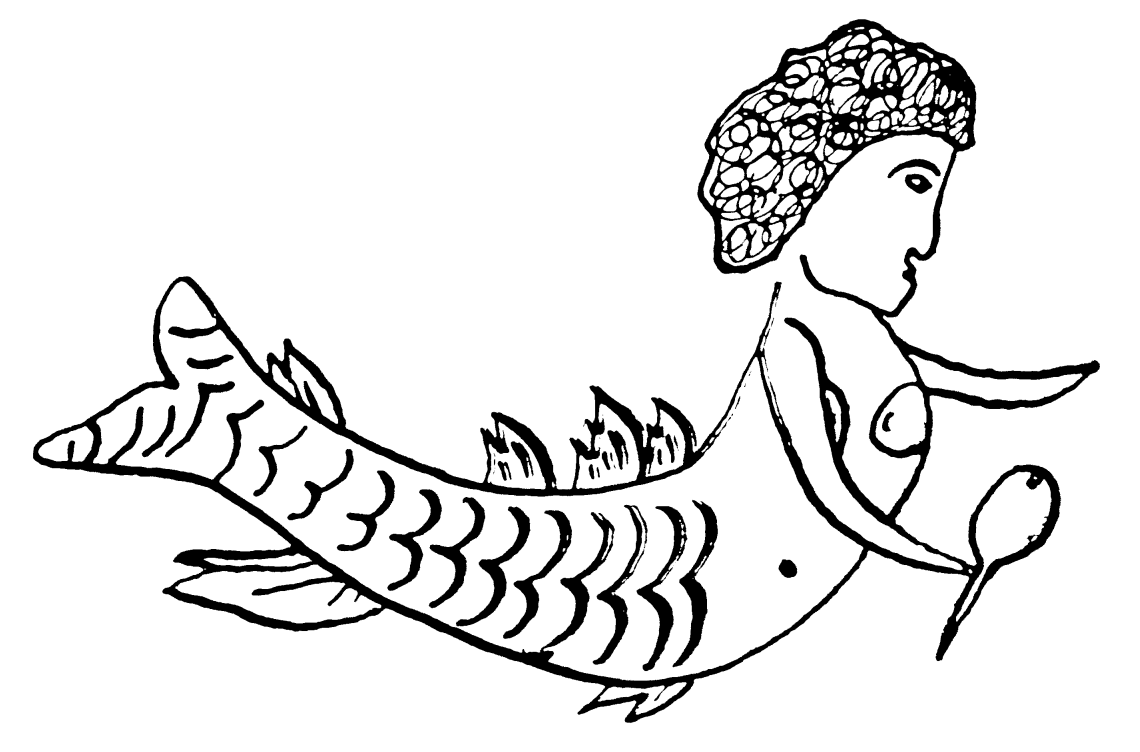
1808 年拿着镜子的美人鱼纹身

1796 年至 1818 年间美国海员的保护文件提供了有关旧纹身设计的重要信息来源。除了美国徽章、共济会会所标志、心形和宗教符号外，航海图像也很受欢迎：锚、美人鱼、鲸鱼、船只、水手的罗盘以及木匠的斧头和锛子。手背上纹锚的尤其常见。

### 迷信

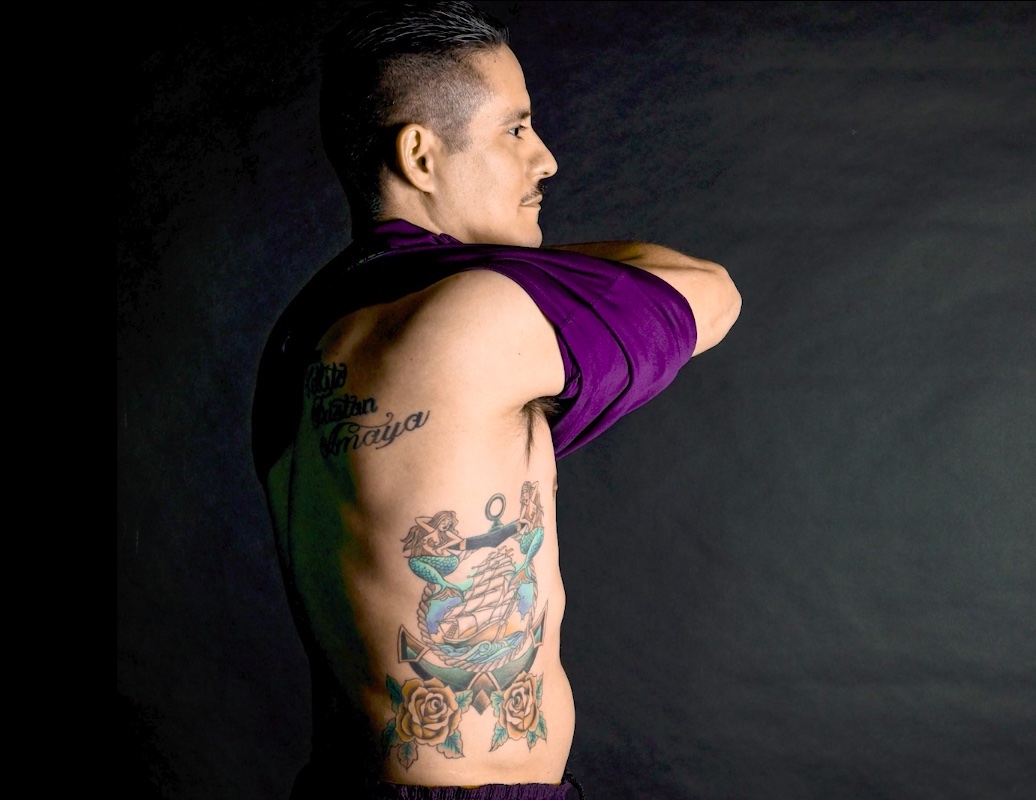
2019 年，西奥多·罗斯福号航空母舰(CVN-71)上的水手身上有一艘高船、锚和美人鱼的纹身

至少从 20 世纪 30 年代开始，就有说法称特定的图案反映了水手们的迷信，包括相信某些符号是幸运的护身符。目前尚不清楚其中一些传统有多少年历史，因为相关的图案并没有出现在现存的保护文件中。
一种说法是，水手们相信航海之星或罗盘可以帮助他们导航，包括找到回港口或家的路一种可以追溯到至少 19 世纪末的迷信，人们通常在每只脚上纹一只猪和一只母鸡（左边是猪，右边是鸡），以此来防止在沉船时溺水。纹在指关节上的某种符号是一种护身符，可以帮助水手和水手长助手牢牢抓住索具。
诸如十字架之类的宗教纹身也被用作水手的保护符号。至少可以追溯到 19 世纪 40 年代的迷信说法，脚上的十字架是为了防止水手落水时遭到鲨鱼袭击。

### 经验与成就
纹身可以记录旅行、成就、等级、地位、角色、会员资格和其他重大事件等重要经历。纹身艺术家韦伯博士表示，传统上，水手们传统上在航行 5,000 海里（9,260 公里）时会在胸部两侧纹上燕子或蓝知更鸟的纹身，航行 10,000 海里（18,520 公里）时则会纹上第二只燕子或蓝知更鸟的纹身；其他消息来源说，纹身会纹在每个拇指根部。家燕具有象征意义，因为它们会远离家乡迁徙，然后再回来。

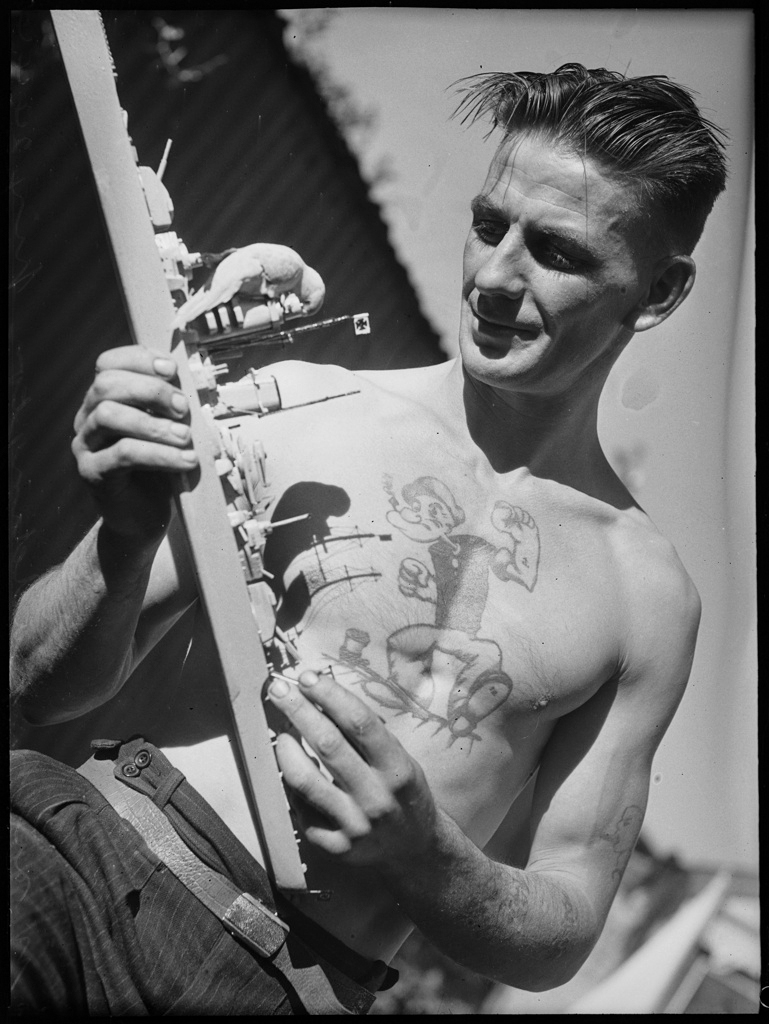
有大力水手纹身的水手(1940)

装备齐全的船是一种流行的设计，对于一些水手来说，它代表着穿越合恩角，这是一条特别危险的重要贸易路线。它也可以表示是一名技术娴熟的船长。一艘标有“回家”或“归途”的快速帆船指的是冒险和回归。

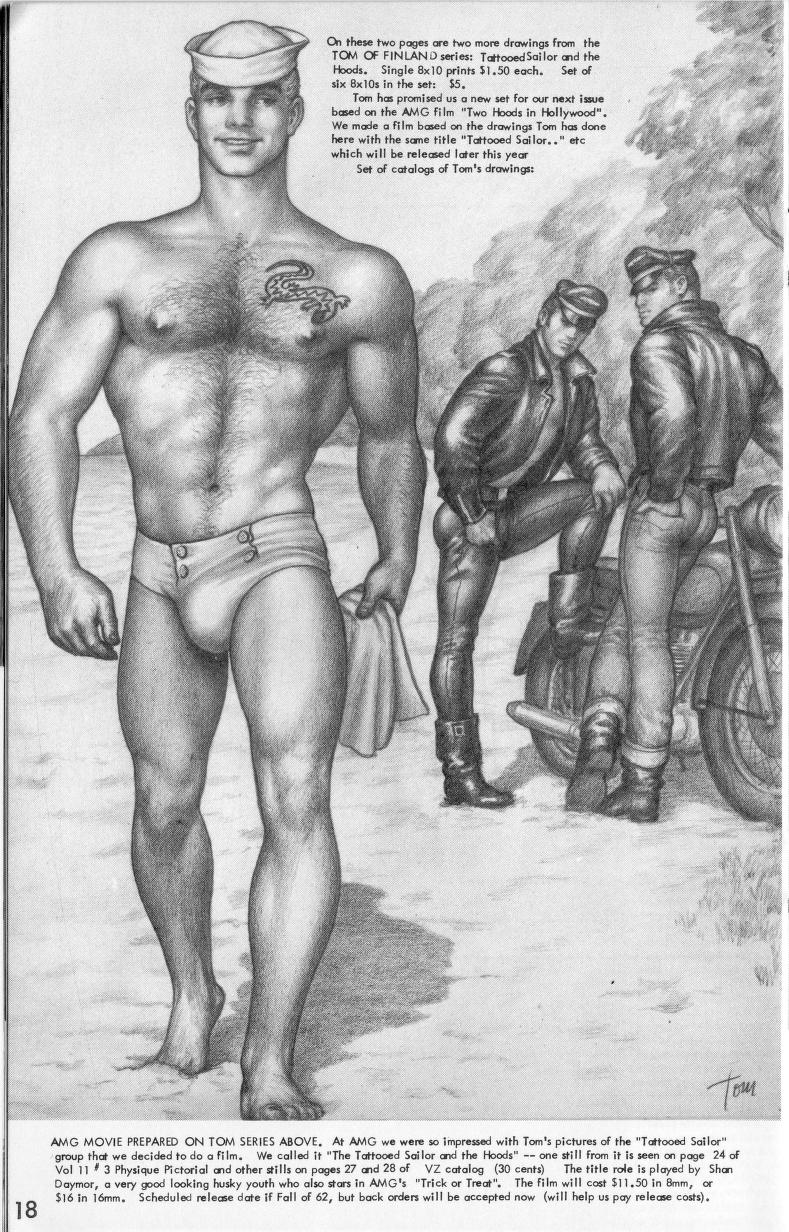
芬兰汤姆的一幅绘画，发表在《体格画报》（1962 年）上。“纹身水手与兜帽”系列的一部分。

锚可以表示横渡大西洋，或表示水手已达到领导者级别，或已在海上度过了很长一段时间，也可能是水手的第一个纹身。拇指和食指之间的交叉锚表示是水手长的助理，交叉大炮表示在海军服役。 手腕上的绳子表示水手服务，鱼叉表示捕鲸或捕鱼船队的成员。
纹身可以标志着参与过跨界仪式。海龟或海王星象征着跨越赤道，金龙意味着水手已经跨越了国际日期变更线（金龙的领域）。金色海龟代表同时跨越了赤道和国际日期变更线。
在中国服役的水手中，龙的纹身很常见，后来，这种纹身也出现在西太平洋的海军中。草裙舞女孩或棕榈树在航行到夏威夷或驻扎在夏威夷的水手中很常见。

## 媒体中的表述
书籍、绘画和漫画的作者们都曾创造过带有锚纹身的水手角色，作为他们职业的显著标志之一。纹身水手是维多利亚时代文学中的一个“小比喻” 。在《血字的研究》（1887）中，夏洛克·福尔摩斯能够根据手背上的锚纹身识别出一名退役海军陆战队员。 诺曼·洛克威尔的画作《水手梦见女友》，刊登在《周六晚邮报》 1919年1月号的封面上，画的是一名水手，手背上有一个船锚纹身。卡通人物大力水手于1929 年首次出现在漫画中，他的前臂上有明显的锚纹身。
纹身水手通常被用作幽默的人物。洛克威尔的另一幅画作是 1944 年 3 月《华盛顿邮报》的封面，画中一位纹身艺术家在一名水手的肩膀上纹了一个女人的名字，下面还有几个被划掉的名字，还有其他纹身。洛克威尔以一贯的忠诚借用了一台纹身机作为参考。在 1954 年的电影《演艺圈是生意之王》中， 埃塞尔·默曼和米兹·盖纳穿上水手服，互相唱着“水手不是水手（除非有水手纹身）”。
一些纹身水手的形象是性幻想。在 20 世纪 60 年代的芬兰汤姆的插画中，纹身的年轻水手代表着男性、同性恋的性开放原型。法国时装设计师让·保罗·高提耶(Jean Paul Gaultier)在他的作品中使用了刻板的同性恋水手和水手纹身，涉及性别和性方面的夸张和模糊性。自 1995 年推出以来，Gaultier 一直使用色情纹身水手的形象来宣传男士香水Le Male。他的香水广告将具有“旧式”纹身的水手描绘成男性欲望的阳刚对象，一些纹身暗示了对男性气质的夸张的喜剧性，而其他纹身则具有装饰元素，从而具有女性气质。

## 脚注
- “1796-1803 年的记录显示，当时申请保护证书的所有美国海员中有 20.6% 有纹身。
- 在一篇由美国海军外科医生撰写的文章中，他描述了 1900-1908 年遇到的纹身：“脚背上的猪纹身，在年长的男人中，它被认为可以保护拥有者免于溺水而死。”